# Hugo Pommelet
Hugo Pommelet (né le 8 octobre 2003) est un coureur cycliste français. Il participe à des compétitions sur route et sur piste.

## Biographie
Hugo Pommelet est originaire de Nouvelle-Calédonie. Issu d'une famille de cyclistes, il commence à pratiquer ce sport vers l'âge de six ans, lorsque sa grand-mère lui prend sa première licence. Il est formé au VCC Mont-Dore. Très rapidement, il devient l'un des meilleurs espoirs de l'île. Il remporte ainsi divers titres de champion régional, sur route mais aussi sur piste, où il se spécialise dans les épreuves d'endurance,.
Durant l'été 2020, il devient pensionnaire du Pole France jeune ultramarin, dont le siège se situe à Hyères. L'année suivante, il s'impose sur le championnat de la région PACA sur route, chez les juniors. Il intègre l'équipe de France juniors sur piste. Sous les couleurs tricolores, il participe notamment aux Trois Jours d'Aigle, une compétition internationale. Dans sa catégorie, il termine premier de la course scratch. 
En 2022, il rejoint l'AVC Aix-en-Provence, un club évoluant en National 1. Toujours actif sur piste, il brille lors des championnats de France en gagnant les titres dans l'américaine et la poursuite par équipes. Il décroche aussi la médaille d'argent en poursuite individuelle.

## Palmarès sur piste

### Championnats nationaux
- Bourges 2021
  - 3e du championnat de France de poursuite juniors
- Hyères 2022
  -  Champion de France de l'américaine (avec Corentin Ermenault)
  -  Champion de France de poursuite par équipes (avec Corentin Ermenault, Emmanuel Houcou et Cédric Monge)
  - 2e du championnat de France de poursuite

## Palmarès sur route
- 2021
  - Champion de la Région PACA sur route juniors[4]
- 2022
  - 3e de la Nocturne d'Istres
- 2024
  - Champion de la Région PACA du contre-la-montre